# Łopatyn

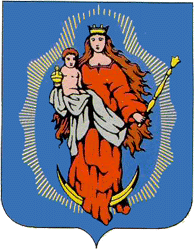
Herb z czasów administracji polskiej

Łopatyn (ukr. Лопатин) – osiedle typu miejskiego na Ukrainie, w obwodzie lwowskim i rejonie szeptyckim, siedziba hromady Łopatyn.
Położone jest ok. 80 km na północny wschód od Lwowa. Miasto liczy 3335 mieszkańców (2020) (w 2001 było ich 3403) i jest miastem partnerskim Otmuchowa.
Wieś starostwa szczurowskiego, położona była w XVIII wieku w powiecie buskim.
Miasto znane m.in. z cudownego obrazu Matki Boskiej Łopatyńskiej oraz grobu i pomnika generała Józefa Dwernickiego.

## Historia
W drugiej połowie XIV w. właścicielem Łopatyna był książę Władysław Opolczyk. Następnymi były rodowy szlacheckie i magnackie, w tym Górkowie, Kamienieccy, Cetnarowie i Zamoyscy.
W 1414 r. erygowano tu parafię rzymskokatolicką.
Do 1772 miasto znajdowało się w granicach Rzeczypospolitej. W latach 1772–1918 było siedzibą gminy w Królestwie Galicji i Lodomerii w Cesarstwie Austriackim. W II RP miasto gminne w powiecie radziechowskim w województwie tarnopolskim. Do 1939 r. liczyło około 3,5 tysiąca mieszkańców, w tym 1300 Polaków, 1700 Ukraińców i 500 Żydów.
W latach 1941–1944 siedziba gminy Łopatyn. Część Żydów została wymordowana na miejscu przez Niemców i policjantów ukraińskich, resztę wywieziono do getta w Radziechowie i obozów zagłady. Wobec nasilających się napadów UPA cześć Polaków wyjechała do Polski centralnej. W maju 1945 r. banderowcy zamordowali 11 Polaków i ranili ciężko kilkunastu.
W czasie okupacji niemieckiej mieszkająca tutaj rodzina Tokarskich ukrywała Żyda Joska Schragego, za co w 2003 roku Instytut Jad Waszem uhonorował tytułami Sprawiedliwych wśród Narodów Świata Ołeksandra i Sofiję Tokarskich.
Po II wojnie światowej obszar gminy został odłączony od Polski i włączony do Ukraińskiej SRR. W latach 1940–1941 i 1944–1962 siedziba rejonu łopatyńskiego.
Do 2020 w rejonie radziechowskim.
Z Łopatyna pochodziła Zofia Wierzbicka (1918–1973), nauczycielka i poetka, związana z grupą poetycką „Wołyń”. Po wojnie osiedlona w Iłowej.

## Zabytki
- Kościół Niepokalanego Poczęcia Najświętszej Marii Panny i św. Mikołaja w Łopatynie – budowę kościoła ukończono w 1782 roku. Polska świątynia po zakończeniu II wojny światowej została zamieniona na magazyn materiałów budowlanych. Dzieła zniszczenia dokonała miejscowa ludność m.in. prawie wszystkie rzeźby z ołtarza głównego pocięto piłą i spalono[11]. Zrujnowany kościół został oddany wiernym na początku lat 90. W kościele do 1944 roku znajdował się wcześniej wspomniany XVIII wieczny Cudowny Obraz Matki Boskiej Łopatyńskiej. Został on przewieziony przez tamtejszych polskich przymusowych wysiedleńców do miejscowości Wójcice (woj.opolskie), gdzie do dziś mieści się w tamtejszym Kościele św. Andrzeja. Dawni polscy mieszkańcy Łopatyna powołali w 2005 r. Stowarzyszenie Odnowienia Kościoła w Łopatynie z siedzibą w Wójcicach (nieformalnie istnieje od 1990 roku). Dzięki własnemu wkładowi pieniężnemu, przy współpracy Państwowej Wyższej Szkoły Zawodowej w Nysie i pomocy Senatu Rzeczypospolitej Polskiej rozpoczęło prace remontowe: wyremontowano dach i elewację. Od 2006 roku prace kontynuowane są ze środków własnych i przy znacznym wsparciu Ministerstwa Kultury, które w 2007 r. przeznaczyło sumę 140 tys. zł na prace związane z konserwacją i zrekonstruowaniem zniszczonych zabytkowych polichromii Stanisława Stroińskiego przedstawiających głównie sceny z życia Matki Boskiej. Znaczną pomoc okazał również powiat nyski, na terenie którego leżą Wójcice. Aktualnie ukończono kolejną fazę prac konserwatorskich przy sklepieniu prezbiterium. W ołtarzu głównym kościoła znajduje się kopia obrazu Matki Boskiej Łopatyńskiej – dar dawnych polskich mieszkańców Łopatyna.
- zespół pałacowy zbudowany przez Chołoniewskich w 2 poł. XVIII wieku, spalony przez Rosjan w 1915 roku – zachowały się dwie oficyny (pomiędzy nimi ustawiono pomnik)
- grób i pomnik generała Józefa Dwernickiego znajdujący się na miejscowym cmentarzu katolickim autorstwa Pawła Eutele
- kwatera i pomnik 135 żołnierzy polskich poległych w 1920 r. w walce z 1. Armii Konnej Siemiona Budionnego[6].
- willa burmistrza Żakiego
- willa Beniamina Suchestowa (obecnie szkoła artystyczna)
- cerkiew Zaśnięcia Bogurodzicy z 1926 roku
- szkoła z czasów II RP
- bursa szkolna
- gorzelnia
- wały zamku na uroczysko Zamczysko, 4 km na zachód od miasteczka

## Ludzie związani z Łopatynem
- Kazimierz Stefan z Wielkiego Młodocina Stawisz Młodecki[12] (ok. 1835–1900[13]) – właściciel dóbr Łopatyn[12], klucza brodzkiego[14]

## Pobliskie miejscowości
- Brody
- Radziechów
- Busk

## Miasta partnerskie
- Otmuchów